# AJR
|  | No s'ha de confondre amb AJR (Edimburg). |

AJR és una empresa catalana fabricant de motocicletes de velocitat, amb seu a la Garriga, Vallès Oriental. Fundada el 1994 per Armand Molí i Javier Pérez, la seva raó social és AJR Motocicletas.
Després d'iniciar la seva activitat tot creant rèpliques de motos de competició històriques, d'ençà del 2009 fabrica una motocicleta de Moto2 que a més de sortir bé de preu és prou competitiva, havent obtingut bons resultats al Campionat d'Espanya de velocitat. La temporada de 2012, AJR competeix oficialment al mundial de Moto2 amb l'equip Argiñano Racing (del cuiner basc Karlos Argiñano) i amb Ricard Cardús de pilot.

## Història

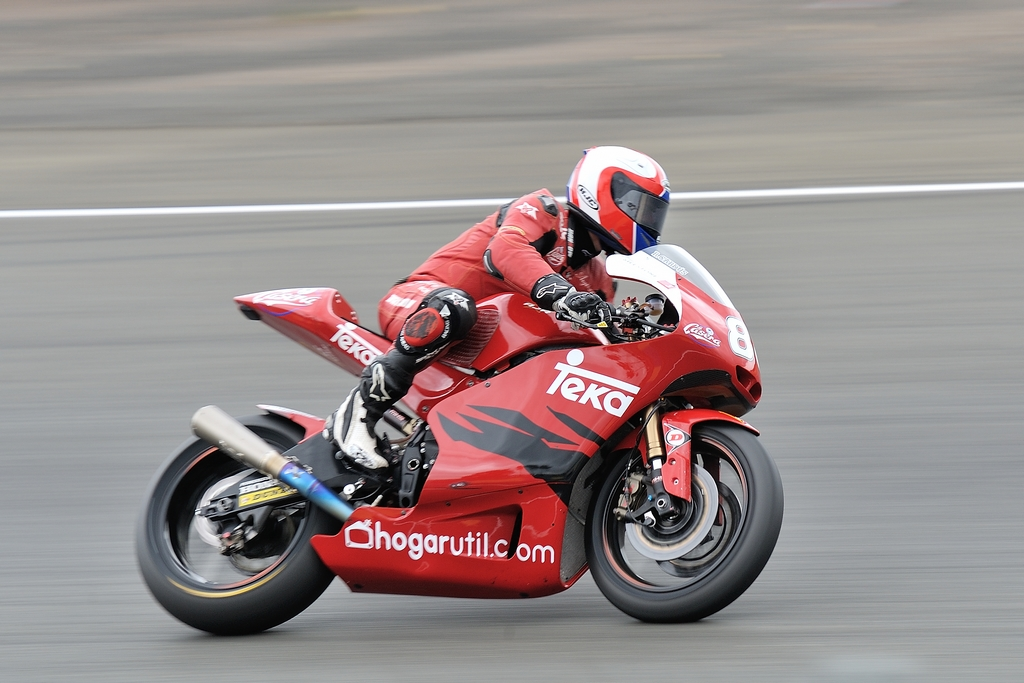
Ricky Cardús amb l'AJR el 2012

AJR començà creant rèpliques de models històrics per a campionats de motos clàssiques. La seva primera creació fou una rèplica de la Bultaco TSS 350 que obtingué diversos èxits en curses estatals d'aquesta mena de motos. En vistes de l'èxit, l'empresa passà a desenvolupar-ne d'altres, com ara l'Astro 450, la Matador 400 o la Pursang MK15.
La primera motocicleta de competició de categoria Moto2 que fabricà AJR fou l'EVO 1 del 2010, amb xassís multitubular de crom-molibdè i basculant d'alumini, pensada com una Moto2 de preu reduït. Aquesta moto va participar en el Campionat estatal de velocitat (CEV) del 2010 i en una prova del Campionat del Món on, pilotada per Xavier Forés, acabà en setzena posició (a un lloc d'aconseguir punts). AJR va tornar a participar en el CEV el 2011, aconseguint-hi el seu primer podi a la cinquena prova (celebrada al circuit d'Albacete) amb el tercer lloc d'Adrià Bonastre.
Durant la primera edició del Saló Motorsport de Barcelona, l'empresa presentà una nova evolució de la moto amb el nom d'EVO 2011. Aquesta moto debutà a la penúltima prova del CEV 2011, al Circuit Ricardo Tormo de Xest.